# Joe Lala
Pour les articles homonymes, voir Lala.
Joseph Lala, dit Joe Lala (3 novembre 1947 – 18 mars 2014), est un acteur, doubleur et musicien américain.

## Biographie
Joe Lala est un très célèbre percussionniste américain qui joue entre autres avec Crosby, Stills, Nash and Young, The Allman Brothers Band, Eagles, Bee Gees, The Byrds, Eric Clapton, Chicago, John Mellencamp, Dan Fogelberg, Jackson Browne, Rod Stewart, Poco, Véronique Sanson, etc.
Joe Lala meurt le 18 mars 2014 d'un cancer du poumon, à l'âge de 66 ans.

## Filmographie

### Cinéma
- 1977 : Red Light in the White House : Bird Man
- 1978 : Sgt. Pepper's Lonely Hearts Club Band : invité
- 1989 : Eyewitness to Murder : Hector
- 1990 : Havana : homme d'affaires cubain
- 1991 : Justice sauvage : Vermeer
- 1994 : Terrain miné : garde
- 1999 : Demolition University : Carlos Ramos
- 1999 : Active Stealth (de) : Salvatore
- 2004 : Death of the Day : le réalisateur
- 2006 : El Cantante : chef d'orchestre

### Télévision
- 1987 : Rick Hunter : chef-opérateur du son
- 1988 : Deux flics à Miami : Anthony Acosta
- 1989 : Knight & Daye : Cito Escobar
- 1990 : Chantage à la cocaïne
- 1990 : Madame est servie : avocat
- 1994 : Past Tense : laveur de voiture
- 1995 : Zooman : Cortez
- 1995 : Seinfeld : prêtre
- 1995 : Charlie Grace
- 1996 : Mike Land, détective
- 1998 : Melrose Place
- 1998 : La croisière s'amuse, nouvelle vague : homme
- 2000 : Ali : Un héros, une légende : Ferdie Pacheco
- 2000 : For Love or Country: The Arturo Sandoval Story : Somavilla
- 2002 : American Family
- 2002 : Les Anges de la nuit : Crowley

## Doublage

### Cinéma
- 1997 : A Christmas Carol
- 1998 : Golgo 13: Queen Bee : Don Roccini / Gomez
- 1999 : Batman, la relève : Le Film : Spike / capitaine du voilier
- 1999 : Fievel et le Mystère du monstre de la nuit : lèche-bottes
- 1999 : Our Friend, Martin (en) : journaliste #2 / manifestant
- 2001 : Monstres et Cie
- 2002 : Le Bossu de Notre-Dame 2 : Le Secret de Quasimodo : garde #1

### Télévision
- 1994 : Batman : Dicky le voyou
- 1995 : Minus et Cortex : François
- 1996 : Casper
- 1996 : Couacs en vrac
- 1996 – 1997 : Superman, l'Ange de Metropolis : Maître D' / Électricien / Johnny
- 1997 : Batman : trafiquant d'armes #1
- 1997 : Extrême Ghostbusters
- 1999 – 2001 : Hé Arnold ! : policier / Miller / soldat
- 1999 : Batman, la relève : capitaine du voilier / agent de sécurité / Spike
- 1999 : The New Woody Woodpecker Show
- 1999 : Les Castors allumés : El Grapadura / Alien
- 1999 : Johnny Bravo : Raul
- 2001 : Max Steel
- 2001 : Jackie Chan
- 2002 : Rudy à la craie : Mean Santa / Toe Fu
- 2002 : Samouraï Jack : patron / ingénieur / passager #1
- 2002 : Ozzy et Drix : père d'Hector
- 2004 : Jimmy Neutron: Win, Lose and Kaboom : M. Estevez
- 2004 – 2005 : Batman : technicien de bombe / chef des criminels #1 et #3
- 2005 : Danger Rangers : Hector / Joey Clams / père de Raccoon
- 2006 : W.I.T.C.H. : garde #1 / maire

### Jeux vidéo
- 1992 : It Came from the Desert : Koolman
- 1999 : Gabriel Knight : Énigme en pays cathare : Vittorio Buchelli / conducteur de train / barman
- 2000 : Sacrifice
- 2005 : Killer7 : Kun Lan